# Wereldkampioenschappen boksen vrouwen 2018
De wereldkampioenschappen boksen 2018 waren de tiende editie van de wereldkampioenschappen boksen voor vrouwen en vonden plaats van 15 tot en met 24 november 2018 in het KD Jadav Indoor Stadium van New Delhi, India. 
Er werd door 277 boksers uit 62 landen gestreden in tien gewichtscategorieën.

## Medailles
| Gewichtsklasse              | Goud              | Zilver              | Brons                                      |
| --------------------------- | ----------------- | ------------------- | ------------------------------------------ |
| Lichtvlieggewicht (– 48 kg) | Mary Kom          | Hanna Okhota        | Kim Hyang-mi Madoka Wada                   |
| Vlieggewicht (– 51 kg)      | Pang Chol-mi      | Zhaina Shekerbekova | Virginia Fuchs Tsukimi Namiki              |
| Bantamgewicht (– 54 kg)     | Lin Yu-ting       | Stoyka Petrova      | Kristy Harris Myagmardulamyn Nandintsetseg |
| Vedergewicht (– 57 kg)      | Ornella Wahner    | Sonia Chahal        | Jemyma Betrian Jo Son-hwa                  |
| Lichtgewicht (– 60 kg)      | Kellie Harrington | Sudaporn Seesondee  | Karina Ibragimova Oh Yeon-ji               |
| Halfweltergewicht (– 64 kg) | Dou Dan           | Mariia Bova         | Simranjit Kaur Sema Çalışkan]              |
| Weltergewicht (– 69 kg)     | Chen Nien-chin    | Gu Hong             | Lovlina Borgohain Nadine Apetz             |
| Middengewicht (– 75 kg)     | Li Qian           | Nouchka Fontijn     | Naomi Graham Lauren Price                  |
| Halfzwaargewicht (– 81 kg)  | Wang Lina         | Jessica Caicedo     | Elif Güneri Viktoria Kebikava              |
| Zwaargewicht (+ 81 kg)      | Yang Xiaoli       | Şennur Demir        | Danielle Perkins Kristina Tkacheva         |

Bron: AIBA

## Medaillespiegel
| Plaats | Land             | Goud | Zilver | Brons | Totaal |
| 1      | China            | 4    | 1      | 0     | 5      |
| 2      | Chinees Taipei   | 2    | 0      | 0     | 2      |
| 3      | India            | 1    | 1      | 2     | 4      |
| 4      | Noord-Korea      | 1    | 0      | 2     | 3      |
| 5      | Duitsland        | 1    | 0      | 1     | 2      |
| 6      | Ierland          | 1    | 0      | 0     | 1      |
| 7      | Oekraïne         | 0    | 2      | 0     | 2      |
| 8      | Turkije          | 0    | 1      | 2     | 3      |
| 9      | Kazachstan       | 0    | 1      | 1     | 2      |
| 9      | Nederland        | 0    | 1      | 1     | 2      |
| 11     | Bulgarije        | 0    | 1      | 0     | 1      |
| 11     | Colombia         | 0    | 1      | 0     | 1      |
| 11     | Thailand         | 0    | 1      | 0     | 1      |
| 14     | Verenigde Staten | 0    | 0      | 3     | 3      |
| 15     | Japan            | 0    | 0      | 2     | 2      |
| 16     | Australië        | 0    | 0      | 1     | 1      |
| 16     | Wit-Rusland      | 0    | 0      | 1     | 1      |
| 16     | Madagaskar       | 0    | 0      | 1     | 1      |
| 16     | Rusland          | 0    | 0      | 1     | 1      |
| 16     | Zuid-Korea       | 0    | 0      | 1     | 1      |
| 16     | Wales            | 0    | 0      | 1     | 1      |
| Totaal | Totaal           | 10   | 10     | 20    | 40     |